# Serves-sur-Rhône
Serves-sur-Rhône è un comune francese di 735 abitanti situato nel dipartimento della Drôme della regione dell'Alvernia-Rodano-Alpi.

## Società

### Evoluzione demografica
Abitanti censiti